# Dunav
Dunav je, nakon Volge, druga po duljini i druga po bogatstvu vodom rijeka u Europi te najdulja rijeka u Europskoj uniji.
Dunav izvire u Schwarzwaldu (šumovit planinski kraj u pokrajini Baden-Württemberg, na jugozapadu Njemačke), spajanjem rječica Brigacha i Brega, u mjestu Donaueschingenu. Dunav dalje teče prema istoku kroz nekoliko glavnih gradova u srednjoj i juogistočnoj Europi (Beč, Bratislava, Budimpešta i Beograd) te na obali Crnog mora tvori deltu u Rumunjskoj i Ukrajini koja se nalazi na popisu svjetske baštine UNESCO-a.
Dunav je kroz povijest, a i danas, uvijek bio važan međunarodni plovni put. Dunav je dugo vremena bio i sjeveroistočna granica starorimske države. Rijeka danas teče kroz deset država ili čini njihovu granicu, a to su redom od izvora prema ušću: Njemačka (7,5 %), Austrija (10,3 %), Slovačka (5,8 %), Mađarska (11,7 %), Hrvatska (4,5 %), Srbija (10,3 %), Bugarska (5,2 %), Rumunjska (28,9 %), Moldavija (1,7 %) i Ukrajina (3,8 %). U riječni sustav Dunava ubraja se i devet drugih država: Italija (0,15 %), Poljska (0,09 %), Švicarska (0,32 %), Češka (2,6 %), Slovenija (2,2 %), Bosna i Hercegovina (4,8 %), Crna Gora, Makedonija i Albanija (0,03 %). Većina ih je okupljena u Dunavsku komisiju i Međunarodnu komisiju za zaštitu Dunava.
Međunarodni dan Dunava obilježava se 29. lipnja.

## Etimologija
Ime rijeke na hrvatskom, srpskom i bugarskom je Dunav (ćirilično: Дунав). Na rumunjskom se ona zove Dunărea, na mađarskom Duna, na slovačkom Dunaj, na ukrajinskom i ruskom Дунай, na njemačkom Donau, na engleskom i francuskom Danube i na turskom Tuna. Sva ova imena dolaze od latinskog izvornika Danubius koji je bio rimski riječni bog.
Moguće je da je ime rijeke iranskog ili keltskog podrijetla, kao što je možda slučaj i s drugim velikim europskim rijekama kao što su Dnjepar, Dnjestar, Donec, Don u Rusiji i Don u Engleskoj. Na perzijskom riječ dānu označava rijeku ili struju.
Na njemačkom završetak au dolazi od germanskog ouwe (rijeka), a izrazom „Donau” koristi se od 1763. godine. U starim njemačkim dokumentima mogu se naći nazivi „Tonach”, a kasnije i „Donaw”.
Od drugih naziva za rijeku, poznata je latinska inačica Danuvius i starogrčka Ἴστρος (Istros). Prema Herodotu, gornji dio ove rijeke (od Timoka do izvora) zove se Δανουßιος (Danouvios), dok je donji dio Ιστρος (Istros).

## Hidrografija
Dunav je jedina velika europska rijeka koja teče od zapada prema istoku. Nakon puta od 2857 km rijeka se ulijeva u Crno more u području delte Dunava (4 300 km²) u Rumunjskoj i Ukrajini. Za razliku od ostalih rijeka, duljina Dunava mjeri se od ušća do izvora, a polaznom točkom smatra se svjetionik u Sulini na Crnom moru. Utjecajni slijev Dunava ima površinu od 817.000 km².
Pritoci koji se nalaze većinom u Alpama uglavnom pritječu s desne strane. 
| Rijeka                   | Pritok     |
| ------------------------ | ---------- |
| Iller                    | 70 m³/s    |
| Lech                     | 200 m³/s   |
| Naab                     | 49 m³/s    |
| Altmühl                  |            |
| Isar                     | 174 m³/s   |
| Inn                      | 730 m³/s   |
| Traun                    | 150 m³/s   |
| Enns                     | 195 m³/s   |
| Morava (Češka)           | 118,7 m³/s |
| Rába                     | 63 m³/s    |
| Váh                      | 195,8 m³/s |
| Hron                     | 55 m³/s    |
| Ipeľ                     | 22 m³/s    |
| Šijov, iz Blatnog jezera |            |
| Drava                    | 577 m³/s   |
| Tisa                     | 794 m³/s   |
| Sava                     | 1722 m³/s  |
| Timiš                    | 47 m³/s    |
| Morava (Srbija)          | 232 m³/s   |
| Timok                    | 31 m³/s    |
| Jiu                      | 86 m³/s    |
| Iskr                     | 54 m³/s    |
| Olt                      | 174 m³/s   |
| Jantra                   | 47 m³/s    |
| Argeș                    | 71 m³/s    |
| Ialomița                 | 45 m³/s    |
| Siret                    | 240 m³/s   |
| Prut                     | 110 m³/s   |

## Geologija
Geološki gledano, Dunav je mnogo stariji od Rajne čiji utjecajni slijev parira dunavskom u istočnoj Njemačkoj. Budući da je Rajna jedina alpska rijeka koja teče sjeverno prema Sjevernom moru, može se povući nevidljiva crta koja razdvaja dijelove istočne Njemačke i koja se ponekad naziva europsko razvođe.
Prije zadnjeg ledenog doba u pleistocenu, Rajna je izvirala u jugozapadnom dijelu Schwarzwalda, a vode s Alpa koje danas ulaze u Rajnu su tekle u izvorni Dunav (Urdonau). Dijelovi ove bivše rijeke koja je bila puno veća od današnjeg Dunava mogu se vidjeti u kanjonima Švapske Jure. Nakon formiranja erozijom gornje rajnske doline, većina alpskih voda je počela teći u Rajnu, zbog čega je današnji gornji Dunav mnogo manji od prijašnjeg.
Budući da Švapsku Juru karakterizira porozni vapnenac i jer je razina položaja Rajne niža od razine položaja Dunava, podvodne rijeke odnose mnogo vode iz Dunava u Rajnu. Tijekom ljeta, kad je u Dunavu malo vode, rijeka zna potpuno nestati u podzemne kanale na dva mjesta u Švapskoj Juri koja se nazivaju Donauversickerung, tj. nestajanje Dunava. Voda se vraća na površinu 12 kilometara južno od Aachtopfa, sjeverno od Bodenskog jezera čime ulazi i u Rajnu. Budući da ogromne količine podvodne vode nagrizaju vapnenac, pretpostavlja se da će gornji tok Dunava jednog dana i potpuno nestati u korist Rajne.

## Zemljopis
Dunavske zemlje od izvora prema ušću.
Početak Dunava tvore dvije rječice u Schwarzwaldu, Breg i Brigach. Izvor rječice Breg je blizu Furtwangena,  na 1 078 metara visine. Budući da ova rječica prelazi dulji put, zemljopisno se smatra izvorom Dunava. Dvije rječice spajaju se u mjestu Donaueschingenu gdje se u parku tamošnjeg dvorca nalazi fontana iz 19. stoljeća zvana „Donauquelle” koja simbolizira službeni izvor rijeke.
Dunav u pokrajni Baden-Württembergu prolazi kroz gradove Sigmaringen i Ulm, a u Bavarskoj kroz gradove Regensburg i Passau. Ulazi u sjevernu Austriju prolazeći kroz gradove Linz i glavni grad Beč, nakon toga utječe na jug Slovačke i prolazi kroz glavni gad Bratislavu.
Iz Slovačke teče preko Mađarske, kroz mađarski glavni grad Budimpeštu, te od sjevera prema jugu teče između Baranje i riječnog otoka Karapandže te ulazi u istočnu Hrvatsku. 
Dunav izbija na granicu Hrvatske i Srbije (Vojvodina), te ugrubo slijedi granicu dvije zemlje. Prolazi pored  Vukovara, a kod Iloka napušta Hrvatsku i ulazi u Srbiju. 
Protječe kroz glavni grad Srbije Beograd, kasnije tvori granicu između Srbije i Rumunjske, nakon toga čini granicu i između Rumunjske i Bugarske te se ulijeva u Crno more u Rumunjskoj. 
Ovdje stvara veliku deltu na granici s Ukrajinom. 
Republika Moldavija je 1990. godine, dobila pristup na otprilike 300 metara lijeve obale rijeke kod Giurgiuleștija (između gradova Galați i Reni).
Delta Dunava je zaštićena prirodna regija u Rumunjskoj i Ukrajini gdje se nalazi šuma Letea. 
Deltu Dunava je UNESCO 1991. godine označio kao svjetsku baštinu. Rumunjska koja je 1984. godine, otvorila kanal od 64 kilometra od Cernavode do Crnog mora, čime je skratila put od 400 kilometara, izrazila je zabrinutost zbog ekoloških posljedica izgradnje kanala Dunav – Crno more s ukrajinske strane.
Udio pojedinih zemalja u dunavskom slijevu je sljedeći: Austrija (22,1 %), Rumunjska (17,6 %), Njemačka (14,5 %), Srbija (11,3 %), BiH (8,8 %), Hrvatska (6,4 %), Mađarska (4,3 %), Ukrajina (4,3 %), Bugarska (3,7 %), Slovenija (3,1 %), Slovačka (1,9 %), Češka (1,2 %), Moldavija (0,7 %).
Dunav prolazi kroz deset zemalja. Rijeka služi kao granica na 1 070,9 kilometara, što je 37 % njezine ukupne duljine. Četiri zemlje drže samo jednu obalu rijeke cijelim tokom (Bugarska, Hrvatska (uvjetno rečeno, jer mjestimično, na mnogim dijelovima toka Hrvatskoj pripadaju obje obale rijeke, iako im još uvijek nije u posjedu), Moldavija, Ukrajina).
| Zemlja    | ukupna dužina | desna obala | desna obala | desna obala     | obje obale | obje obale | lijeva obala | lijeva obala | lijeva obala              |
| Zemlja    | ukupna dužina | km          | %           | dužina toka     | km         | %          | km           | %            | dužina toka               |
| --------- | ------------- | ----------- | ----------- | --------------- | ---------- | ---------- | ------------ | ------------ | ------------------------- |
| Njemačka  | 687,00        | 658,6       | 23          | 2888,77–2230,20 | 658,6      | 36         | 687,0        | 24           | 2888,77–2201,77           |
| Austrija  | 357,50        | 357,5       | 12          | 2230,20–1872,70 | 321,5      | 18         | 321,5        | 11           | 2201,77–1880,26           |
| Slovačka  | 172,06        | 22,5        | 1           | 1872,70–1850,20 | 22,5       | 1          | 172,1        | 6            | 1880,26–1708,20           |
| Mađarska  | 417,20        | 417,2       | 14          | 1850,20–1433,00 | 275,2      | 15         | 275,2        | 10           | 1708,20–1433,00           |
| Hrvatska  | 137,50        | 137,5       | 5           | 1433,00–1295,50 | 0,0        | 0          | 0,0          | 0            |                           |
| Srbija    | 587,35        | 449,9       | 16          | 1295,50–845,65  | 220,5      | 12         | 358,0        | 12           | 1433,00–1075,00           |
| Rumunjska | 1075,00       | 374,1       | 13          | 374,10–0,00     | 319,6      | 18         | 1020,5       | 35           | 1075,00–134,14 79,63–0,00 |
| Bugarska  | 471,55        | 471,6       | 16          | 845,65–374,10   | 0,0        | 0          | 0,0          | 0            |                           |
| Moldavija | 0,57          | 0,0         | 0           |                 | 0,0        | 0          | 0,6          | 0            | 134,14–133,57             |
| Ukrajina  | 53,94         | 0,0         | 0           |                 | 0,0        | 0          | 53,9         | 2            | 133,57–79,63              |

(Izvor: Dunavska komisija, Budimpešta, siječanj 2000.–ožujak 2004.)

### Detaljan tok od Crne šume do Crnog mora

#### Njemačka
Dunav se formira 1,4 kilometra istočno od Donaueschingena u Njemačkoj spajanjem rječica Brigach i Breg, što se lokalno naziva izrekom „Brigach und Breg bringen die Donau zu Weg”.
Dunav teče oko 687 kilometara kroz Njemačku, od izvora blizu granice s Austrijom, te je treća po veličini rijeka u zemlji. Najveći gradovi koji se nalaze na rijeci su Tuttlingen, Sigmaringen, Ulm, Neu-Ulm, Ingolstadt, Regensburg, Straubing i Passau.
Desni pritoci rijeke su Iller u Neu-Ulmu, Lech kod Marxheima (istočno od Donauwörtha) i Isar kod Deggendorfa, kao i Inn u Passauu ; lijeve pritoke su Wörnitz u Donauwörthu, Altmühl poslije Kelheima, Naab i Regen kod Regensburga. Mnogo manjih rječica u također pritoke Dunava, kao što su Riß, Rot, Große Lauter, Blau, Günz, Brenz, Mindel, Zusam, Schmutter, Paar, Abens, Große Laber, Vils, te Ilz, Erlau i Ranna.
U Passauu s lijeve strane pritječe Ilz, nakon čega s desne strane pritječe Inn. Voda Inna koji dolazi s Alpa je zelena, dok je voda Dunava plava, a boja Ilza koja dolazi iz močvarnog područja je crna.
Među najzanimljivijim građevinama uzduž njemačkog Dunava su opatija Beuron, dvorac Sigmaringen, gotička katedrala u Ulmu koja ja najviša crkva na svijetu (161,6 m), opatija Weltenburg i Befreiungshalle koji se nalaze blizu Kelheima, kameni most (iz 1135.) i katedrala sv. Petra u Regensburgu, te Walhalla koji se nalazi desetak kilometara od Donaustaufa. Između opatije Weltenburg i Kelheima nalazi se pejzažno i geološki zanimljiva dolina Donaudurchbruch.

#### Austrija
Dunav se često snažno povezuje s Austrijom, najviše radi činjenice što se Austro-Ugarska (popularno zvana „Dunavska monarhija”) protezala na oko 1 300 kilometara uzduž rijeke. Svjetski je popularan i bečki valcer Na lijepom plavom Dunavu.
Danas kroz teritorij Austrije teče samo oko 350 kilometara rijeke, što je čini šestom državom po dužini Dunava.
Skoro sve rijeke u zemlji završavaju u Dunavu, a time i u Crnom moru. Jedino je savezna pokrajina Vorarlberg dio riječnog područja Rajne (Sjeverno more), kao i jedan manji sjeverozapadni dio Donje Austrije koji je dio područja rijeke Lužnice (Vltava-Laba-Sjeverno more). Nekoliko kilometara iza Passaua nalazi se njemačko-austrijska granica nakon čega slijedi Schlögener Schlinge, područje u kojem rijeka mijenja smjer za 180°. Negdje 70 kilometara poslije granice, Dunav prolazi kroz Linz koji je treći po veličini grad u Austriji. Rijeka poslije prolazi kroz Mauthausen i Enns (na ušću rijeka Enns i Grein, gdje je najveća dubina austrijskog Dunava, a nakon 90 kilometara slijedi Melk s poznatom opatijom.
Poslije, rijeka prolazi na oko 36 kilometara kroz poznatu pitoresknu dolinu Wachau (na UNESCO-ovom popisu svjetske baštine) koja se proteže od Dürnsteina do Kremsa. Blizu slovačke granice Dunav prolazi još i kroz austrijski glavni grad, Beč. Stoljećima je ovo bio najvažniji i najveći dunavski grad, ali danas dijeli svoj status s Budimpeštom i Beogradom. Rijeka je omogućila ovom gradu da postane veliko gospodarsko središte, a veliki značaj ima i danas. Kako bi se spriječile poplave, rijeka je umjetno regulirana. Grad je dobio ime po rijeci Wien (Wienfluss) koja se ovdje ulijeva u Dunav.
Važne austrijske pritoke su Inn (desna strana ; na njemačkoj granici), Aist (lijeva strana), Traun (desna strana), Enns (desna strana), Jivice (Ybbs) (desna strana), Traisen (desna strana), Kamp (lijeva strana), Wien (desna strana), Schwechat (desna strana) i Leitha (desna strana) koja je značajna po tome što je do 1921. služila kao granica s Ugarskom.
Na području Austrije nalazi se 11 hidroelektrana na Dunavu.
Beč je sjedište Međunarodne komisije za zaštitu Dunava (Internationale Kommission zum Schutz der Donau, IKSD), koja je osnovana 1998. godine.

#### Slovačka
Ulaskom u Slovačku rijeka čini prirodni granicu s Austrijom na udaljenosti od samo 45 kilometara od Beča, te prolazi kroz slovački glavni grad Bratislavu gdje se spaja s rijekom Moravom. Nakon toga Dunav čini i granicu Slovačke s Mađarskom.
Od slovačkih gradova na Dunavu ovdje se nalazi i Komoran koji je važan grad mađarske manjine u zemlji i mjesto gdje se Váh, koji je najveća slovačka rijeka, ulijeva u Dunav. Prije mađarske granice se u Dunav još ulijevaju rijeka Hron u Štúrovu i rijeka Ipel u selu Chľaba.

#### Mađarska
Slijedeći tok Dunava koji dijelom oblikuje granicu između Mađarske i Slovačke, prvi važniji grad na rijeci je Győr, koji se nalazi na ušću Dunava i Rabe. Nedaleko od ušća s Ipelom, blizu mađarskog grada Szoba, Dunav u potpunosti prelazi granicu i ulazi u Mađarsku. Rijeka dalje svojim tijekom prolazi kraj planinskog lanca Börzsöny. Nedaleko od Višegrada, rijeka mijenja smjer za 90° prema jugu (okuka Dunava- Dunakanyar). Od te točke rijeka teče tim smjerom gotovo 500 kilometara, umjesto od zapada prema istoku kao što je do tad tekla.
Nakon toka od oko 40 kilometara, rijeka dolazi do Budimpešte koja je najveći grad na Dunavu (1,8 milijuna stanovnika) i glavni grad Mađarske. Od ove točke rijeka izlazi iz područja mađarskih brda i ulazi u Alföld (veliku mađarsku nizinu), kojoj je Dunav zapadna granica. Nakon prolaska kroz više manjih gradova, kao što su Dunaújváros, Baja, Pakša i Kalača (Kaloča), Dunav izlazi iz mađarskog teritorija nedaleko od Mohača.

#### Hrvatska
Hrvatska ima 137 kilometara udjela u Dunavu. Rijeka u Hrvatsku ulazi u Batini koja se nalazi na granici Hrvatske s Mađarskom i Srbijom i završava blizu Iloka. Rijeka jednim dijelom služi kao prirodna granica između Hrvatske i Srbije. Najveći i najvažniji hrvatski grad na obali Dunava je Vukovar. Grad je teško stradao za Domovinskog rata i njegov gospodarski značaj kao hrvatske luke na Dunavu je opao. Nakon obnove, luka je ponovno dobila veliki značaj, pogotovo u teretnom prometu.
Blizu Dunava je i Osijek, koji se nalazi oko 20 kilometara od ušća Dunava i Drave, koja je druga po veličini pritoka Dunava.

#### Srbija
Na početku, Srbija dijeli Dunav s Hrvatskom, da bi kod Bačke Palanke rijeka u potpunosti skrenula u Srbiju (Vojvodinu). Dunav kroz Srbiju teče jugoistočno od hrvatske do rumunjske granice.
Prvi važniji grad kroz kojeg rijeka prolazi u Vojvodini je Apatin, čija općina graniči s Hrvatskom, a i koji se nalazi na udaljenosti od samo 25 km od mađarske granice. Sljedeći veći grad kroz koji protječe rijeka je Bačka Palanka. Nizvodno od ovog grada, rijeka prolazi kroz Novi Sad čiji su mostovi teško oštećeni za vrijeme NATO-vog bombardiranja 1999. godine. Kroz više od šest godina se promet kroz dva dijela grada odvijao pomoću pomoćnog mosta, što je onemogućavalo i plovidbu rijekom, a most je bio otvoren tri dana tjednom. Nakon što je 11. listopada 2005., ponovno pušten u promet obnovljeni „Most slobode”, plovidba Dunavom bez zapreka je ponovno postala moguća.
Nakon putovanja od 70 kilometara, Dunav dolazi do Beograda, koji je treći po veličini grad na rijeci s 1,6 milijuna stanovnika. Ovaj grad koji je naseljen već 7 000 godina je jedno od najstarijih stalno naseljenih mjesta na obalama Dunava. Grad je sagrađen na ušću Save u Dunav, kojim dominira tvrđava Kalemegdan.
Svojim daljnim tijekom kroz Srbiju, rijeka prolazi kroz industrijske gradove Pančevo (gdje se u Dunav ulijeva Tamiš) i Smederevo (gdje se u Dunav ulijeva Morava). Rijeka dalje prolazi kraj tvrđave Golubac na ulasku u Đerdapsku klisuru. Dunav dalje čini granicu Srbije s Rumunjskom, a tu se nalaze i dvije hidroelektrane na rijeci Đerdap I i Đerdap II. Na srpskoj strani rijeke nalazi se Nacionalni park Đerdap unutar koje se nalazi ostaci Trajanovog mosta i Trajanova tabla.

#### Bugarska
Dunav cijelim svojim tokom kroz Bugarsku označava granicu te zemlje s Rumunjskom. Uzduž cijele te granice od 500 kilometara, postoji samo jedan most (Most prijateljstva) koji od 1954. godine spaja Ruse, koji je najveći bugarski grad na Dunavu, i rumunjski grad Giurgiu.
Iako se Dunav velikom dužinom proteže uz rub Bugarske, rijeka ima manji značaj nego u ostalim podunavskim zemljama. Budući da je ovo jedini plovan riječni put u zemlji i da se nalazi na sjeveru zemlje koji nije jako naseljen, Dunav je regionalno značajan za omanju trgovačku flotu.
Od dvanaest bugarskih luka na Dunavu, najznačajnije su Svištov, Ruse, Vidin, Nikopol, Lom i Silistra. U Svištovu rijeka doseže svoju najjužniju točku. Nakon toga Dunav se penje sjeverno i napušta teritorij Bugarske nakon grada Silistre.

#### Rumunjska
Od svih zemalja kroz koje Dunav teče, Rumunjska ima daleko najveći udio u rijeci. 1 075 kilometara koji prolaze kroz Rumunjsku čine oko trećine ukupne dužine rijeke. Većim dijelom rijeka tvori granicu zemlje sa Srbijom i Bugarskom, da bi između Bărăgana i Dobrudže rijeka skrenula sjeverno, gdje prije ulijevanja u Crno more tvori granicu s Ukrajinom.
Prije dolaska do Đerdapske klisure (Željezna vrata) što je bio za plovidbu najopasniji dio Dunava, sve do umjetne regulacije u 1970-ima, rijeka prolazi jugozapadno od banatskih gorja, gdje se rijeka Olt ulijeva u Dunav blizu Islaza. Nakon Oršove, rijeka prolazi kroz Drobeta Turnu Severin. Ovdje rijeka skreće prema jugu i prolazi kroz Gruia, Pristol, Cetate i Calafat. Odavde rijeka nastavlja svoj put prema istoku i tvori 400 kilometara dugačku granicu s Bugarskom. Rijeka prolazi kroz gradove Corabia, Turnu Măgurele, Zimnicea, Giurgiu (koji se nalazi preko puta bugarskog grada Ruse), Oltenița, gdje se rijeka Argeș ulijeva u Dunav, te Călărași. Dalje rijeka tvori zapadnu granicu Dobrudže i prolazi kroz gradove Cernavodă, Topalu, Hârșova, Giurgeni i Gropeni, prije dolaske u veće gradove  Brăila i Galați.
47 kilometara prije prolaska kroz ovaj zadnji grad, Dunav se dijeli u tri rukavca koji formiraju granice delte Dunava gdje rijeka prolazi kroz luke Tulcea i Sulina prije dolaska do Crnog mora koje se nalazi nešto istočnije. Stotinjak kilometara poslije Galațija, tok Dunava tvori granicu Rumunjske s Moldavijom (na 570 metara) i Ukrajinom (ostatak granice uz sjeverni dunavski rukavac Kilija).

#### Moldavija
Kroz Moldaviju teče najmanji dio Dunava. Poslije ulijevanja rijeke Prut nizvodno od Galațija, lijeva obala Dunava zalazi u moldavijski teritorij, te rijeka tvori 570 metara dugi dio granice između Rumunjske i Moldavije, blizu grada Giurgiulești. Moldavija je izvorno imala samo 340 metara udjela u rijeci, ali je 1999. godine Ukrajina ustupila, zbog razmjene, dodatnih 230 metara. Ispada da Ukrajini odluka o zamjeni teritorija s Moldovom i nije bila najmudrija jer je promet ukrajinske luke Odesa znatno opao nakon što je Moldova ubrzo na ustupljenom (zamijenjenom) teritoriju izgradila terminal kod grada Giurgiulesti.
Iako ima pristup rumunjskoj luci Galați, te ukrajinskim lukama Reni, Izmail i Kilija, Moldavija planira iskoristiti svoj pristup Dunavu za izgradnju vlastite luke.

#### Ukrajina
Nakon moldavijske granice, lijeva obala Dunava postaje ukrajinski teritorij, a sama rijeka tvori granicu između Rumunjske i Ukrajine na oko 47 kilometara. Dunav se dijeli na tri rukavca, od kojih dva, Sulina i Sfântu-Gheorghe teku kroz Rumunjsku, dok najsjeverniji rukavac Kilija (Chilia), služi kao granica na 56 kilometara i prolazi kroz ukrajinske luke Izmail, Kilija i Vilkovo gdje počinje kanal Dunav – Crno more. Nakon Vilkova, Kilijski rukavac u potpunosti ulazi u Ukrajinu, gdje se nekoliko kilometara dalje ulijeva u Crno more.

## Povijest
Na riječnom području Dunava razvile su se neke od najstarijih civilizacija u Europi. U neolitiku u sredini dunavskog područja postojala je kultura linearne keramike. U brončano doba na prostoru današnje Hrvatske postojala je razvijena Vučedolska kultura poznata po keramičkim radovima. Brojna nalazišta Vinčanske kulture koja datira iz 6. tisućljeća pr. Kr. do 3. tisućljeća pr. Kr., nalaze se uzduž Dunava.
U 7. stoljeću pr. Kr. su Grci krenuli uzvodno uz rijeku od Crnog mora kroz grad Tomis, današnju Constanțu. Njihovo putovanje je završilo blizu današnje granice Srbije i Rumunjske, gdje je zbog opasnog toka rijeke nastavak putovanja postao nemoguć. Od 37. godine je Dunav praktički cijelim svojim tokom tvorio granicu Rimskog imperija sa sjevernim narodima. Rimska ratna mornarica (Classis)  se ovdje uspješno borila protiv Germana, koji nisu imali načina suprotstaviti joj se. Marko Aurelije je zahvaljujući svojoj borbenoj floti pobijedio Markomane u više bitaka. Rimljani su uspješno dominirali rijekom sve do vladavine Valentinijana Prvog (364. – 375.), jedina iznimka bilo je razdoblje od 256. do 259. godine. Širenje preko Dunava u Daciju je Rimljanima uspjelo tek nakon izgradnje mosta 101. godine, kod garnizonskog mjesta Drobete-Turnu Severina blizu Željeznih vrata, te nakon borbi 102. i 106. godine. Kao rezultat ove Trajanove pobjede, stvorena je provincija Dacija koja je opet izgubljena 271. godine.
Za vrijeme seobe naroda, od 3. do 5. stoljeća, mnogi su istočni narodi (Vandali, Vizigoti, Huni, Avari i Slaveni) koristili dolinu Dunava za ulazak u Europu.
U 9. stoljeću su uz Dunav na prostor današnje Mađarske iz Azije došli Mađari. Oni su zajedno sa slavenskim stanovništvom koje je ondje već živjelo, osnovali Ugarsku pod kraljem Stjepanom.
U vrijeme prvog križarskog rata, vojska Gotfrida Bujonskog (Godefroy de Bouillon) je od 1096. do 1099., putovala uz Dunav od Regensburga do Beograda (Route Charlemagne). Oko 340 godina poslije, turska je vojska iskoristila isti put, samo u suprotnom smjeru. Dunav je bio važan način prijevoza vojske, opreme i zaliha za vrijeme njihovog osvajanja jugoistočne Europe. Rijeka je Turcima omogućila brzo napredovanje, te su se 1440. godine odvile prve bitke za Beograd koji se nalazi 2 000 kilometara od ušća rijeke. Osvajanje grada uspjelo je tek 1521., a nekoliko godina kasnije, 1526. godine, je turska vojska uspjela pobijediti i Ugarsku (s Hrvatskom u sastavu) u Mohačkoj bitci. Budući da je kralj Ludovik II. ubijen tijekom bitke, zapadni dio Ugarske koji ne biva osvojen dolazi pod vlast Habsburgovaca. Taj događaj obilježava rođenje „Dunavske monarhije”.
Godine 1529., Turci dolaze do Beča, ali ga ne uspijevaju osvojiti. Osmansko širenje uz Dunav biva zaustavljeno, a nakon bitke kod Haršanja u Baranji 1687. godine, Turci počinju polako gubiti moć i teritorije. U ovom razdoblju najveću političku moć u regiji stječe Austro-Ugarska, dok Osmansko Carstvo ostaje jedan od najvažnijih političkih faktora u jugoistočnoj Europi, sve do skoro potpunog gubitka teritorija na Balkanu za vrijeme rusko-turskih ratova (1768.–1774.) i balkanskih ratova 1912. – 1913. godine. Dunav za to vrijeme nije igrao samo važnu vojnu i trgovačku ulogu, već je bio i politička, kulturna i vjerska poveznica između istoka i zapada.
Nakon Drugog svjetskog rata, 1946. godine je stvoren novi dogovor o riječnom prometu koji je trebao zamijeniti Pariške ugovore iz 1921. godine. Sve zemlje na rijeci su sudjelovale na konferenciji u Beogradu 1948. godine, osim Njemačke i Austrije. Nakon potpisivanja sporazuma, dodatno je u Dunavsku komisiju primljena i Austrija. Savezna Republika Njemačka primljena je u komisiju tek 1998. godine, pedeset godina nakon Beogradske konferencije. Njen raniji ulazak u komisiju bio je onemogućen zbog protivljenja SSSR-a.

## Dunav u kulturi
- Najproslavljenije glazbeno djelo o Dunavu je slavni bečki valcer Na lijepom plavom Dunavu (njemački: An der schönen blauen Donau) kojeg je skladao Johann Strauss mlađi. Strauss je ovo djelo stvorio na putovanju Dunavom.
- Drugi slavni valcer o Dunavu je Valovi Dunava (rumunjski: Valurile Dunării), rumunjskog skladatelja Iona Ivanovicija.
- Rijeka je ostavila mnogo traga u kulturama dunavskih zemalja. Dunava se povezuje s mitologijom o podrijetlu Rumunja.
- Uz brojne legende, mnogi su pisci također bili inspirirani Dunavom, od Ovidija pa do modernog mađarskog pisca Pétera Esterházya.[24]
- Dunav (Danubio), djelo Claudija Magrisa gdje se istražuje Dunav od izvora do ušća kroz povijest srednje Europe.[25]
- Dunavski peljar (Le Pilote du Danube), detektivski roman Julesa Vernea.[26]
- The Willows, kratka priča pisca horora Algernona Blackwooda čija se radnja odvija na putovanju Dunavom.[27]
- Dunavska škola, umjetnički pravac iz 16. stoljeća koji se razvio u austrijskom i bavarskom podunavlju i koji je orijentiran na slikanje pejzaža.
- Filmski uradak Vers La Mer belgijske autorice Annike Leroy (87 minuta, 1999.), koji prikazuje Dunav od izvora do ušća.[28]
- Filmski uradak Im Juli njemačkog autora Fatiha Akina (95 minuta, 2000.) čija se tema odvija većinom uzduž Dunava.[29]
- Dunav je i tema kolekcije dokumentarnih filmova Ulrike Bartels, Joëla Jenina i Dietera Zeppenfelda.[30]
- Donauwellen je njemački kolač.[31]

## Flora i fauna
Dunav sa stotinama kilometara dugačkim tokom prolazi kroz više klimatskih zona i raznolik okoliš, što objašnjava raznolikost biljnog i životinjskog svijeta uzduž rijeke. Unatoč ljudskom faktoru, u brojnim područjima rijeke je biološka raznolikost još uvijek velika, jednim dijelom zahvaljujući i brojnim ekološko zaštićenim područjima.
Ekološki zaštićena područja su:
- Park prirode Gornji Dunav (Naturpark Obere Donau)
- Prirodni rezervat Donauleiten (Naturschutzgebiet Donauleiten)
- Nacionalni park Dunav – Auen (Nationalpark Donau-Auen)
- Nacionalni park Dunav – Ipel (Duna-Ipoly Nemzeti Park)
- Park prirode Kopački rit
- Posebni prirodni rezervat Deliblatska Peščara
- Nacionalni park Đerdap
- Rezervat biosfere delte Dunava

### Fauna
Ukupno uz Dunav živi više od 300 vrsta ptica. Rijeka se nalazi na jednom od najvažnijih europskih migracijskih putova za ptice, a u podunavlju su i područja važna za prezimljavanje, gniježdenje i odmor mnogih rijetkih vrsta kao što su velika ušara, alcedo atthis, orao štekavac, crna roda, crna lunja i falco rupicoloides. Parkovi Dunav – Auen, Kopački rit i delta Dunava su posebno zaštićena područja.
Dunav – Auen je i točka gdje se susreću regija Nežiderskog jezera, sliv Dunava i rijeka Morava. Ovaj okoliš je, posebno zimi, stanište velikog broja životinja, kao što su: siva guska, čigre, veliki ronac, patka batoglavica, močvarice, divlja patka. Ovdje žive i neke rijetke vrste kao: orao klokotaš, bukoč ili žutokljuni labud.
Drugo važno zimsko stanište je Park prirode Kopački rit koji pokriva močvarno netaknuto područje na sjeverozapadu Hrvatske na kojem živi više od 260 vrsta ptica, od kojih su neke vrlo rijetke kao orao štekavac.
U ornitološkom smislu, najvažnije područje je delta Dunava koja je glavno raskrižje migracijskih putova u Europi. U tom području dodiruju se europski i azijski životinjski svijet. Ovdje živi više od 300 vrsta ptica, između ostalih i pelikani, ždralovi, žličarke, ptice grabljivice i rijetka crvenovrata guska.
Tipične dunavske ribe, od kojih su neke endemične (iz roda mrene) – (lat. Barbus), podust, klenić, klen, deverika, šaran, krupatica, štuke, smuđ, grgeč, jegulje, bolen, mladica, kečiga i som, kao i krkuša te uklija.
Nekim vrstama riba prirodno je stanište pomaknuto zbog ljudskog djelovanja. Crnka (Umbra krameri), poznata i pod nazivom ruca, vrsta je štuke za koju se vjerovalo da je izumrla od 1975., ponovno je otkrivena 1992. godine. U delti Dunava živi više od 150 vrsta riba, kao što su: ribe iz roda jesetri, te moruna, šaran i mnoge druge.
Uzduž rijeke, nalazi se i veliki broj sisavaca, kao: kuna bjelica, kuna, obična lasica, jazavac, te divlja mačka, dabar i vidre. U delti žive i europska vidrica, vretica i tekunica. Dunav je stanište i brojnim vodozemcima i gmazovima, kao što su bjelica (smuk), zeleni gušter, zidna gušterica, bjelouška, livadna gušterica, grčka čančara, barska kornjača, te neke endemske vrste kao podunavski vodenjak. U delti Dunava je najveća raznolikost životinjskog svijeta.

### Flora
Među vrstama mekog drveća, koja se često nalaze na aluvijalnim područjima su: bijela topola (Populus alba), bijela joha (Alnus incana), te bijela vrba (Salix alba). Od tvrdog drveća koje raste na aluvijalnom tlu tu su: poljski jasen (Fraxinus angustifolia), koji raste nizvodno od Beča, te brijest i hrast lužnjak. U vodama Dunava nalaze se i rijetke vodene biljke, kao što su Aldrovanda vesiculosa i Aldrovanda utricularia.

## Gospodarstvo

### Upotreba vode

#### Pitka voda
Dunav je važan izvor pitke vode za deset milijuna ljudi koji žive uzduž rijeke. U Baden-Württembergu, vodoopskrbno poduzeće koje pitkom vodom opskrbljuje područje između Stuttgarta, Bad Mergentheima, Aalena i okruga Alb-Donau, 30% vode od 30 milijuna kubičnih metara (2004. godine) čini prerađena dunavska voda. Drugi gradovi kao Ulm ili Passau koriste i veće količine dunavske vode kao vodu za piće.
U Austriji se 99 % vode za piće crpi iz podzemnih izvora, a dunavska vode se koristi samo u razdobljima velikih vrućina. Slično je i u Mađarskoj gdje 91 % pitke vode čini voda iz podzemnih izvora. Druge zemlje također slabo koriste vodu iz Dunava, zbog snažnog zagađenja. Samo mjesta na rumunjskoj obali koriste ovu vodu za piće, jer je rijeka na tom području ponovno čista (Drobeta Turnu-Severin, Delta Dunava).

#### Hidroelektrična energija
Pet dunavskih zemalja koriste Dunav kao značajan izvor energije; Njemačka, Austrija, Slovačka, Srbija i Rumunjska. Drugim zemljama nedostaje teritorijalna kontrola za vlastitu izgradnju (Hrvatska, Bugarska i Moldavija kontroliraju samo jednu obalu rijeke), ili nemaju političku mogućnost, kao u Mađarskoj gdje je javno mišljenje negativno, ili tok rijeke jednostavno ne dopušta izgradnju kao u Ukrajini.
U Njemačkoj su prve hidroelektrane izgrađene pred kraj 19. stoljeća na gornjem toku rijeke, blizu Ulma. Ipak, Dunav veću važnost ima nizvodno, jer je u gornjem dijelu rijeke tok slab, pa je slaba i energetska iskoristivost.
Stanje u Austriji je potpuno drugačije. Iako je prva hidroelektrana izgrađena tek 1953. godine, Austrija je treća zemlja u Europi po proizvodnji hidroelektrične energije (poslije Islanda i Norveške), a 20% ukupne proizvodnje energije čine elektrane na Dunavu. Negativne posljedice ovakve proizvodnje energije su usporavanje toka rijeke i štetno djelovanje na okolne šume. Hidroelektrane stvaraju i umjetne barijere ribama i ostalim riječnim organizmima kojima se time ograničava slobono kretanje rijekom.
U Slovačkoj je hidroelektrična energija sa 16 % drugi izvor električne energije poslije ugljena. Najveći dio ove energije proizvodi centrala Gabčíkovo-Nagymaros, koja je prvobitno trebala biti korištena u suradnji s Mađarskom, što je kasnije odbačeno.
Danas je najveća [[hidroelektrična centrala u Europi hidroelektrana Đerdap, kojom od 1972., upravljaju Srbija i Rumunjska.

#### Nuklearna energija
Dunavska voda koristi se za hlađenje u tri nuklearne elektrane :
- Nuklearna elektrana Kozloduj (Bugarska)
- Nuklearna elektrana Cernavodă (Rumunjska)
- Nuklearna elektrana Paks (Mađarska)

### Plovidba
Dunav je plovan od Kelheima, gotovo 500 kilometara od izvora, pa do ušća u dužini od 2 415 km. Kanal Majna-Dunav koji utječe blizu Kelheima, stvara riječnu vezu između Sjevernog mora, kroz Rajnu i Majnu, i Crnog mora.
Što se tiče mogućnosti plovidbe, Dunav je podijeljen na tri dijela:
- Gornji Dunav od Kelheima do Komorana ;
- Srednji Dunav od Komorana do Drobete Turnu-Severina ;
- Donji Dunav od Drobete Turnu-Severina do ušća.

#### Plovidba u novije vrijeme
Uz stotine brodova hotela koji plove većinom između Passaua, Budimpešte i Crnog mora, postoje i brojni brodovi za jednodnevne izlete, posebno u Njemačkoj u području Passaua i u Austriji u regiji Wachau, kao i veliki broj manjih brodova.
Dunav je danas jedan od dva važna europska riječna puta za prijevoz tereta. Prvi riječni put je Rajna, na kojoj je promet 2000. godine bio oko 300 milijuna tona.
Suprotno teretnom prometu na Rajni, Dunav je doživio pad u prijevozu tereta između 1980. i 2002. s 90 na 30 milijuna tona. Ovaj pad prouzročili su brojni čimbenici:
- Političke promjene u istočnoj Europi i prelazak na tržišnu ekonomiju uzrokovali su promjene u prijevozu gdje se smanjio riječni i povećao cestovni prijevoz;
- Prva jugoslavenska kriza između 1992. i 1995. koja je popraćena embargom UN-a, uzrokovala je snažan pad prometa rijekom;
- Druga jugoslavenska kriza između 1999. i 2002., kad je uništenjem mostova u Novom Sadu blokiran lokalni promet;[37]
- Promjena u statističkoj metodi korištenoj od 1990. godine, kojom se isključuje lokalni promet na području manjem od dva kilometra 1990. godine.

Otvaranjem kanala Majna-Dunav 1992. godine, povećan je promet u gornjem dijelu Dunava.
| Država                  | Vrsta prometa           | 1980.  | 1990.  | 1995.  | 2002.  | 2004.  |
| ----------------------- | ----------------------- | ------ | ------ | ------ | ------ | ------ |
| Njemačka                | nacionalni              | 192    | 289    |        |        |        |
| Njemačka                | međunarodni             | 1808   | 1085   |        | 8331   | 8476   |
| Austrija                | nacionalni              | 830    | 607    | 522    | 561    | 191    |
| Austrija                | međunarodni             | 1246   | 1236   | 789    | 1595   | 1635   |
| Bugarska                | nacionalni              | 8389   | 3060   |        | 1402   | 1620   |
| Bugarska                | međunarodni             | 903    | 477    | 222    | 392    | 419    |
| Hrvatska                | nacionalni              |        |        |        | 12     | 13     |
| Hrvatska                | međunarodni             |        |        |        | 96     | 114    |
| Mađarska                | nacionalni              | 9819   | 4109   |        |        | 790    |
| Mađarska                | međunarodni             | 1279   | 9114   | 2674   | 3452   | 1178   |
| Rumunjska               | nacionalni              | 15 003 | 8144   | 4715   | 8606   | 12 417 |
| Rumunjska               | međunarodni             | 3769   | 2120   | 2320   | 678    | 2189   |
| Srbija                  | nacionalni              | 15 156 | 8994   |        | 2674   | 1997   |
| Srbija                  | međunarodni             | 612    | 1634   |        | 1085   | 465    |
| Slovačka                | nacionalni              | 1865   | 3490   |        | 1751   | 105    |
| Slovačka                | međunarodni             | 1885   | 2020   | 1583   | 1352   | 1110   |
| Ukrajina                | nacionalni              | 7478   | 6776   | 675    | 649    | 234    |
| Ukrajina                | međunarodni             | 12 029 | 13 071 | 5617   | 5539   | 7867   |
| Ukupno (kopnom)         | nacionalni              | 58 731 | 35 469 | 5912   | 15 655 | 17 389 |
| Ukupno (kopnom)         | međunarodni             | 23 531 | 30 757 | 13 205 | 22 520 | 23 453 |
| Morem                   | Morem                   | 8080   | 3345   | 2688   | 394    | 668    |
| Ukupno                  | Ukupno                  | 90 342 | 65 571 | 21 805 | 38 569 | 41 510 |
| Indeks (1990. je bazna) | Indeks (1990. je bazna) | 130    | 100    | 31     | 55     | 63     |

### Ribolov
Važnost ribolova, od kojeg su na nekim mjestima preživljavale čitave zajednice u Srednjem vijeku, snažno je opala u 19. i 20. stoljeću. Primjerice u Njemačkoj, postoji samo jedan dunavski ribar između Straubinga i Vilshofena an der Donau. U Austriji se ribolov donekle prakticira oko Linza i Beča, ali je danas ipak najintenzivnije ribolovno područje u delti Dunava.

### Vinogradarstvo
Područje Dunava je i vinogradarsko područje, pogotovo u Austriji i Mađarskoj. Regija koja proizvodi najkvalitetnije vino je Wachau u Austriji, gdje se većinom proizvode Grüner Veltliner, rizling i chardonnay.
U Mađarskoj se vinova loza uzgaja skoro svuda uzduž Dunava između Višegrada i južne granice zemlje. Najvažniji mađarski vinski grad je Vác. Mađarska su vina izgubila dosta na kvaliteti u razdoblju prošlog režima, ali je od 1990-ih kvaliteta ponovno porasla.
U Njemačkoj se nešto malo vina proizvodi blizu Bacha an der Donau, između Regensburga i Straubinga. To je zadnji kulturni ostatak nekad cijenjenog bavarskog vina kojeg su pili Rimljani.

### Turizam
Za turizam na Dunavu, posebno su važne brojne povijesne lokacije uzduž rijeke i brojni pejzaži i nacionalni parkovi. Na nekim područjima na gornjem Dunavu koji nisu plovni, prakticira se vožnja kanuima, čamcima i pedalinama. U Njemačkoj i Austriji uzduž rijeke nalaze se i brojne uređene biciklističke staze.
Kružna putovanja rijekom su vrlo popularna i česta između Beča i Budimpešte, a mnogi brodovi plove i od Passaua sve do delte. U vrhu sezone Dunavom plovi i više od 70 kružnih brodova.

## Ostalo
Od 1956. održava se najstarija, najduža i najmasovnija kajakaška regata na svijetu zvana Tour international Danubien (skraćeno TID regata). Duljina iznosi oko 2500 km rijeke, start je u Ingolstadtu, a cilj u Sf. Gheorgheu. Od 2003. održava se Đerdapska kajakaško-nautička regata duljine 92 km. Vukovarski veslački maraton ili Veslački maraton Vukovar – Ilok duljine 36km održava se od 2004.

## Vanjske poveznice
|  | Zajednički poslužitelj ima stranicu o temi Danube    |
|  | Zajednički poslužitelj ima još gradiva o temi Danube |

- (engl.)(njem.)(fr.)Dunav, rivernet.org
- (njem.)Informacije o dunavskom biljnom i životinjskom svijetu – WWF
- (engl.)ICPDR - Međunarodna komisija za zaštitu Dunava
- (njem.)(fr.)(rus.)(engl.)Dunavska komisija
- (hrv.)danubemap.eu  Arhivirana inačica izvorne stranice od 24. listopada 2011. (Wayback Machine)